# Амазоніт

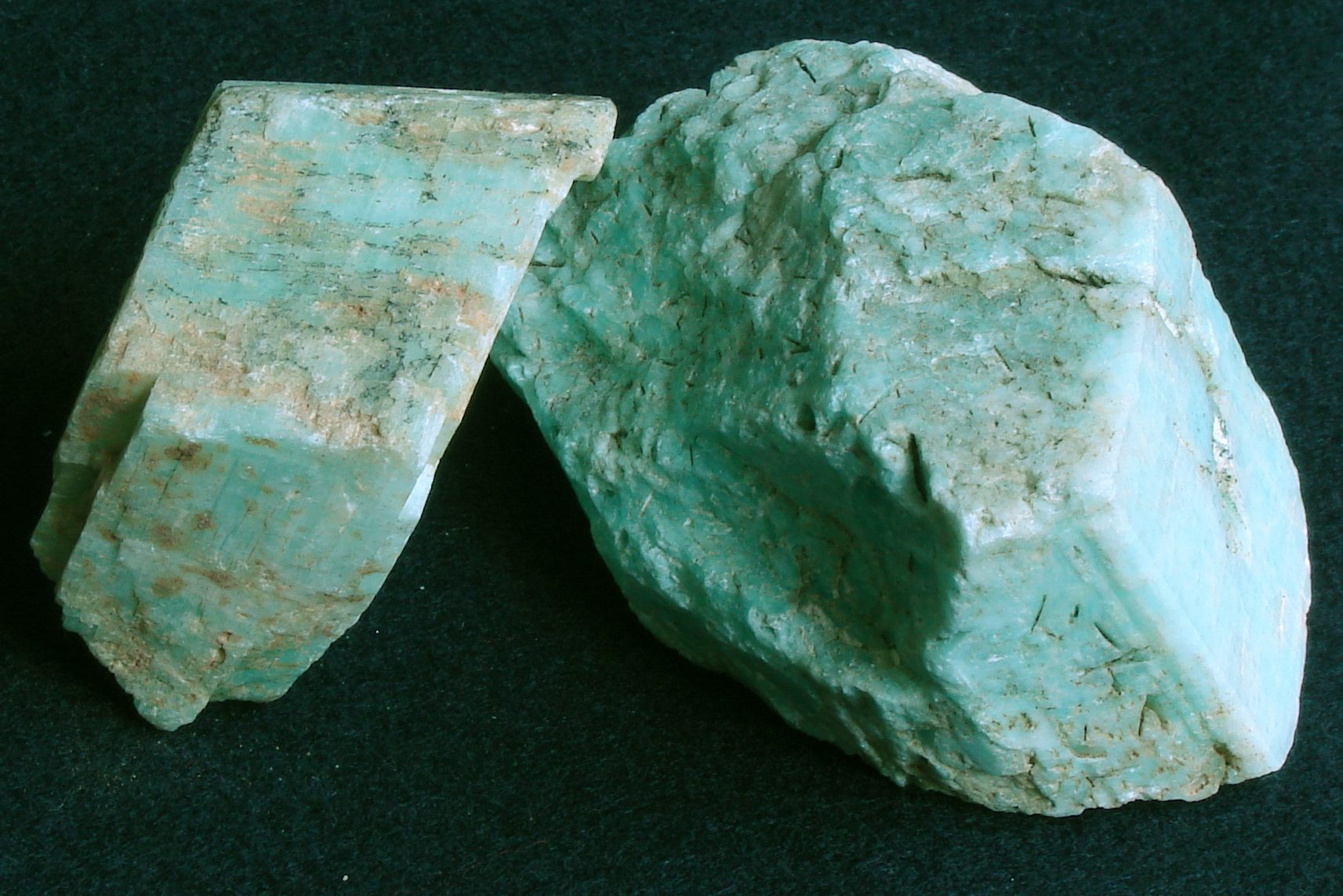
Фельдшпат. Амазоніт.

Амазоні́т, амазо́нський ка́мінь — мінерал класу силікатів, блакитно-зелений різновид мікрокліну. Іноді містить підвищені кількості Mn2+ радіогенного свинцю, рубідію і цезію. Утворює кристали, частіше зернисті маси, з альбітом, кварцом тощо. Зустрічається у пегматитах і деяких гранітах (вростки білого альбіту). Названий за рікою Амазонка, в басейні якої розташовані родовища цього каменю.

## Опис
Сингонія триклінна. Спайність досконала. Твердість за шкалою Мооса дорівнює 6—6,5. Густина становить 2,55—2,58. Злам нерівний. Колір кристалів блакитно-зелений, колір риси — білий. Блиск скляний до перламутрового. Виділяється у формі призм і таблитчастих кристалів.

## Родовища
Родовища амазоніту знаходяться в Росії, країнах Центральної Азії, Україні, Єгипті, Індії, Канаді, Монголії, Норвегії, США і на території Південної Африки.
Колір мінералу залежить від родовища. Для прикладу, прибайкальский амазоніт блідий, зеленкувато-голубий, схожий на вицвілу бірюзу. Амазоніт з Кольського півострова — зелений без домішок блакитного.

## Використання
Використовують як виробне каміння, для виготовлення прикрас і художніх виробів.
Красиві і великі кристали видобувають з Ільменських гір поблизу Уралу, в басейні річки Амазонки, в штатах Колорадо, Пенсільванія. Рідко весь мінерал рівномірно забарвлений в зелений колір, частіше спостерігаються білі і тьмяні плями і крапки. Чисті зразки використовують на орнаменти, прикраси і шліфуються переважно в Єкатеринбурзі. В Ільменських горах на Уралі є поклади письмового граніту з амазонським каменем.